# نينو ياكيروفيتش
نينو ياكيروفيتش هو لاعب كرة قدم بوسني في مركز الدفاع، ولد في 22 أبريل 1995 في موستار في البوسنة والهرسك. لعب مع فيليز موستار.